# Kanan Awni
Kanan Abdulahad Awni (in arabo كنعان عبد الاحد عوني‎?; 1928) è stato un cestista iracheno.

## Carriera
Con l'Iraq disputò i Giochi olimpici di Londra 1948.